# Ctenomys coludo
Туко-туко пунтільський (Ctenomys coludo) — вид гризунів родини тукотукових, який зустрічається в Аргентині, в селищі Ла Пунтілла, провінція Катамарка.